# Harigantu (socken i Kina, lat 44,16, long 122,52)
Harigantu (kinesiska: 哈日干吐, 哈日干吐苏木) är en socken i Kina. Den ligger i den autonoma regionen Inre Mongoliet, i den norra delen av landet, omkring 970 kilometer nordost om regionhuvudstaden Hohhot.
Genomsnittlig årsnederbörd är 657 millimeter. Den regnigaste månaden är juli, med i genomsnitt 158 mm nederbörd, och den torraste är januari, med 4 mm nederbörd.